# Kim Min-woo (Skilangläufer)
Kim Min-woo (* 2. Juli 1998) ist ein südkoreanischer Skilangläufer.

## Werdegang
Kim startete im Dezember 2014 in Pyeongchang erstmals im Far-East-Cup und errang dabei den 27. Platz über 10 km klassisch und den 17. Rang über 15 km Freistil. Im folgenden Monat wurde er südkoreanischer Meister über 15 km klassisch. Sein Debüt im Weltcup hatte er im Februar 2017 in Pyeongchang, welches er auf dem 53. Platz im Sprint beendete. Bei der Winter-Universiade 2019 in Krasnojarsk kam er auf den 73. Platz über 10 km klassisch und auf den 48. Rang im 30-km-Massenstartrennen. In der Saison 2019/20 erreichte er mit zwei zweiten Plätzen den zweiten Platz in der Gesamtwertung des Far-East-Cups. In der folgenden Saison wurde er Vierter in der Gesamtwertung. Zudem belegte er bei den U23-Weltmeisterschaften 2021 in Vuokatti den 64. Platz im Sprint sowie den 58. Rang über 15 km Freistil und bei den Nordischen Skiweltmeisterschaften 2021 in Oberstdorf den 98. Platz im Sprint, den 84. Rang über 15 km Freistil und den 53. Platz im 50-km-Massenstartrennen. In der Saison 2021/22 holte er in Pyeongchang über 10 km klassisch seinen ersten Sieg im Far-East-Cup. Zudem erreichte er mit zwei zweiten Plätzen erneut den zweiten Platz in der Gesamtwertung des Far-East-Cups. Beim Saisonhöhepunkt, Olympischen Winterspielen 2022 in Peking, belegte er den 82. Platz im Sprint, den 79. Rang über 15 km klassisch und den 60. Platz im Skiathlon. Außerdem kam er dort zusammen mit Jeong Jong-won auf den 25. Platz im Teamsprint.

## Siege bei Continental-Cup-Rennen
| Nr. | Datum             | Ort         | Disziplin       | Serie        |
| --- | ----------------- | ----------- | --------------- | ------------ |
| 1.  | 26. Dezember 2021 | Pyeongchang | 10 km klassisch | Far-East-Cup |

## Teilnahmen an Weltmeisterschaften und Olympischen Winterspielen

### Olympische Spiele
- 2022 Peking: 25. Platz Teamsprint klassisch, 60. Platz 30 km Skiathlon, 79. Platz 15 km klassisch, 82. Platz Sprint Freistil

### Nordische Skiweltmeisterschaften
- 2021 Oberstdorf: 53. Platz 50 km klassisch Massenstart, 84. Platz 15 km Freistil, 98. Platz Sprint klassisch